# Fiul favorit (Star Trek: Voyager)
„Fiul favorit” (titlu original: „Favorite Son”) este al 20-lea episod din al treilea sezon al serialului TV american științifico-fantastic Star Trek: Voyager și al 62-lea în total. A avut premiera la 19 martie 1997 pe canalul UPN.

## Prezentare
Slt. Harry Kim este chemat să rămână pe o planetă populată în mare majoritate de femei.